# Seeschlangen
Die Seeschlangen (Hydrophiinae) sind eine Unterfamilie der Giftnattern (Elapidae) innerhalb der Ordnung der Schlangen (Serpentes). Diese Unterfamilie umfasst sowohl im Meer lebende Schlangenarten als auch die terrestrischen Vertreter der Giftnattern des australoasiatischen Raums und damit prominente Gattungen wie Taipane, Braunschlangen und Schwarzottern. Der vorliegende Artikel fokussiert sich jedoch auf die Beschreibung der marinen Vertreter der Seeschlangen. Neben den Meeresschildkröten sind die Seeschlangen die bekanntesten der heute im Meer lebenden Reptilien. Von den marinen Seeschlangen sind etwa 64 Arten in 8 Gattungen bekannt.
Die Gattung der Plattschwänze (Laticauda) wurde in der eigenen, monotypischen Unterfamilie Laticaudinae ausgegliedert.

## Merkmale
Die meisten Seeschlangen erreichen Körperlängen zwischen 1,2 und 1,4 Metern, einige Arten können jedoch auch deutlich über 2 Meter lang werden. So erreichen etwa die Streifenruderschlange (Hydrophis cyanocinctus) 2,5 Meter oder Hydrophis spiralis bis zu 2,75 Meter. Meistens werden die Weibchen deutlich länger als die Männchen. Das Gewicht der Tiere ist abhängig von Art und Geschlecht sowie vom Ernährungszustand.
Auch in der Körperform variieren die Seeschlangen: die Großkopf-Ruderschlange (Hydrophis stokesii) etwa ist im Verhältnis zur Körperlänge eher kräftig gebaut und wirkt entsprechend plump. Viele Hydrophis-Arten haben einen extrem langen und schmalen Kopf- und Nackenbereich, der früher zu der Annahme führte, sie würden sich nur von entsprechend dünnen Aalen ernähren. Heute weiß man allerdings, dass sie in der Lage sind, Beutetiere zu schlucken, deren Körperumfang dem doppelten ihrer selbst entspricht. Der schmale Kopf dient wahrscheinlich dem Aufspüren von Beutetieren in engen Verstecken.

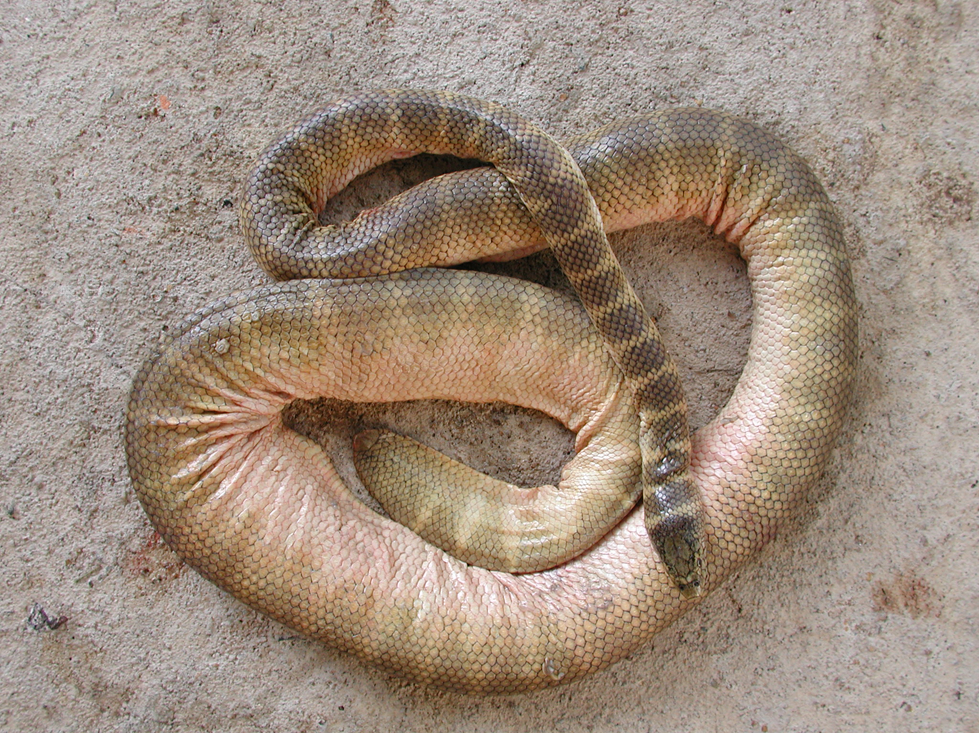
Hydrophis belcheri, Körperbau

Seeschlangen unterscheiden sich aufgrund ihrer marinen Lebensweise in einigen Merkmalen deutlich von anderen Schlangen. Dabei ist das auffälligste sichtbare Merkmal der seitlich abgeflachte Schwanz, der allen Seeschlangen gemeinsam ist und der besseren Fortbewegung im Wasser dient. Hinzu kommt meist eine reduzierte Anzahl von Bauchschuppen (Ventralia) und die unter der Zunge liegende Salzdrüse, die der Ausscheidung von überschüssigem Salz dient. Des Weiteren ist der rechte Lungenflügel der Seeschlangen stark vergrößert und reicht bis in die Schwanzspitze der Tiere. Teile der Lunge dienen zudem als hydrostatisches Organ. Die Tiere können bis zu zwei Stunden lang und bis zu 180 Meter tief tauchen. Dabei helfen ihnen auch die ventilartigen Verschlüsse ihrer Atmungslöcher. Wahrscheinlich sind sie in der Lage, Sauerstoff auch über die Haut aufzunehmen und so eine bessere Versorgung zu gewährleisten.
Einige der beschriebenen Merkmale kommen auch bei anderen, nicht näher verwandten Schlangentaxa vor. So besitzen die im Brackwasser lebenden Warzenschlangen ebenfalls eine Salzdrüse, und eine Reduktion der Ventralia kann bei verschiedenen wühlenden Schlangen gefunden werden, etwa bei den Blindschlangen.

## Vorkommen
Die Seeschlangen bewohnen die tropischen Meeresregionen des Indischen und des Pazifischen Ozeans. Man trifft sie entsprechend vom Persischen Golf bis in die japanischen Küstengewässer sowie an den Küsten der südostasiatischen Inseln bis nach Australien an. Bis auf die sehr weit verbreitete Plättchenseeschlange (Hydrophis platurus) leben alle Seeschlangen in Küstennähe.

Die Plättchen-Seeschlange hat sich außer in den genannten Gebieten bis an die Küsten Madagaskars und Südost-Afrikas sowie an die Westküste des tropischen Amerika ausgebreitet, wobei sie auch schon im Panama-Kanal angetroffen wurde. Einige Wissenschaftler befürchten, dass sich die Schlange über den Panama-Kanal auch in die Karibik ausbreiten könnte und hier als Neozoon ein schwerwiegendes ökologisches Problem auslösen könnte.

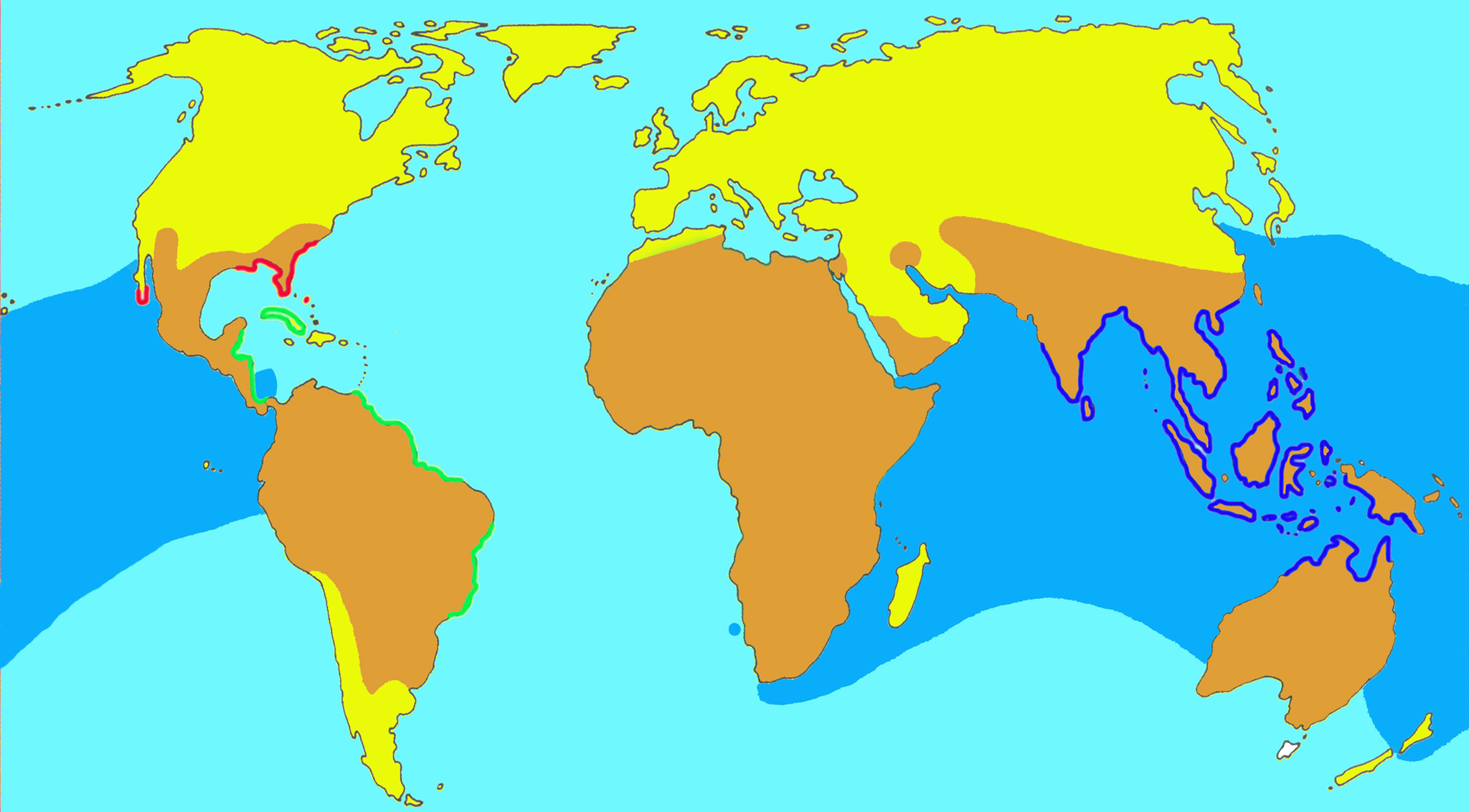
Blau – das Verbreitungsgebiet von Seeschlangen, braun – das Verbreitungsgebiet terrestrischer Giftnattern

Alle anderen Arten leben vornehmlich im Flachwasser an den Küsten, häufig im Bereich von Flussmündungen (etwa Hydrophis schistosus). In diesen Flüssen können sie mitunter auch weit ins Landesinnere eindringen, allerdings ist mit Hydrophis semperi nur eine Art bekannt, die dauerhaft im Süßwasser lebt. In den bekannten Verbreitungsgebieten liegt der Salzgehalt bei maximal 3,5 Prozent. Im Roten Meer mit seiner Salzkonzentration von 4 Prozent kommen daher wahrscheinlich keine Seeschlangen vor.
Vergleichbar mit den Plattschwänzen (Laticauda) führen Ephalophis greyae, Hydrelaps darwiniensis und die Arafura-Mangrovenseeschlange (Parahydrophis mertoni) eine semiaquatische Lebensweise, während Vertreter der Gattungen Aipysurus, Hydrophis, Microcephalophis und Emydocephalus als vollständig marin beschrieben werden.

## Lebensweise

### Ernährung
Seeschlangen sind wie beinahe alle Schlangen Räuber und ernähren sich vor allem von Fischen. Dabei sind einige Arten regelrechte Nahrungsspezialisten. Hydrophis ornatus ist auf Welse spezialisiert. Die Plättchen-Seeschlange lebt und jagt als Freiwasserspezialist beinahe ausschließlich entlang der Thermoklinen, also dem Bereich, wo zwei Wasserschichten aufeinanderliegen. Hier lebt vor allem Plankton, welches Jungfische der verschiedensten Freiwasserarten anlockt. Bei Magenuntersuchungen bei dieser Art wurden entsprechend Vertreter von 21 Fischarten gefunden, fast ausschließlich Jungfische. Die in den Riffspalten jagenden Seeschlangen erbeuten demgegenüber meist recht große Beutefische.
Manche Seeschlangen jagen auch nachts. Sie finden dann ihre Beutefische durch ihren ausgezeichneten Geruchssinn.
Neben den Spezialisten gibt es auch Seeschlangenarten, die ein sehr großes Beutespektrum haben. So ernährt sich etwa Aipysurus laevis außer von Fischen auch von deren Laich sowie von Kopffüßern.

### Fortpflanzung
Die Seeschlangen sind ei-lebendgebärend und bekommen ihre Jungen im Meer, wo sie ihr gesamtes Leben verbringen. Die Plattschwänze verlassen demgegenüber das Meer und legen ihre Eier an Land ab, wo sie auch außerhalb der Paarungs- und Eiablagezeit recht häufig anzutreffen sind und Ruhepausen einlegen. Zur Fortpflanzungszeit besiedeln die Schlangen in sehr großen Zahlen verschiedene Inseln. Allgemein sind sonnen- und wärmesuchende Seeschlangen oft auch auf See in großen Gruppen an der Wasseroberfläche anzutreffen.

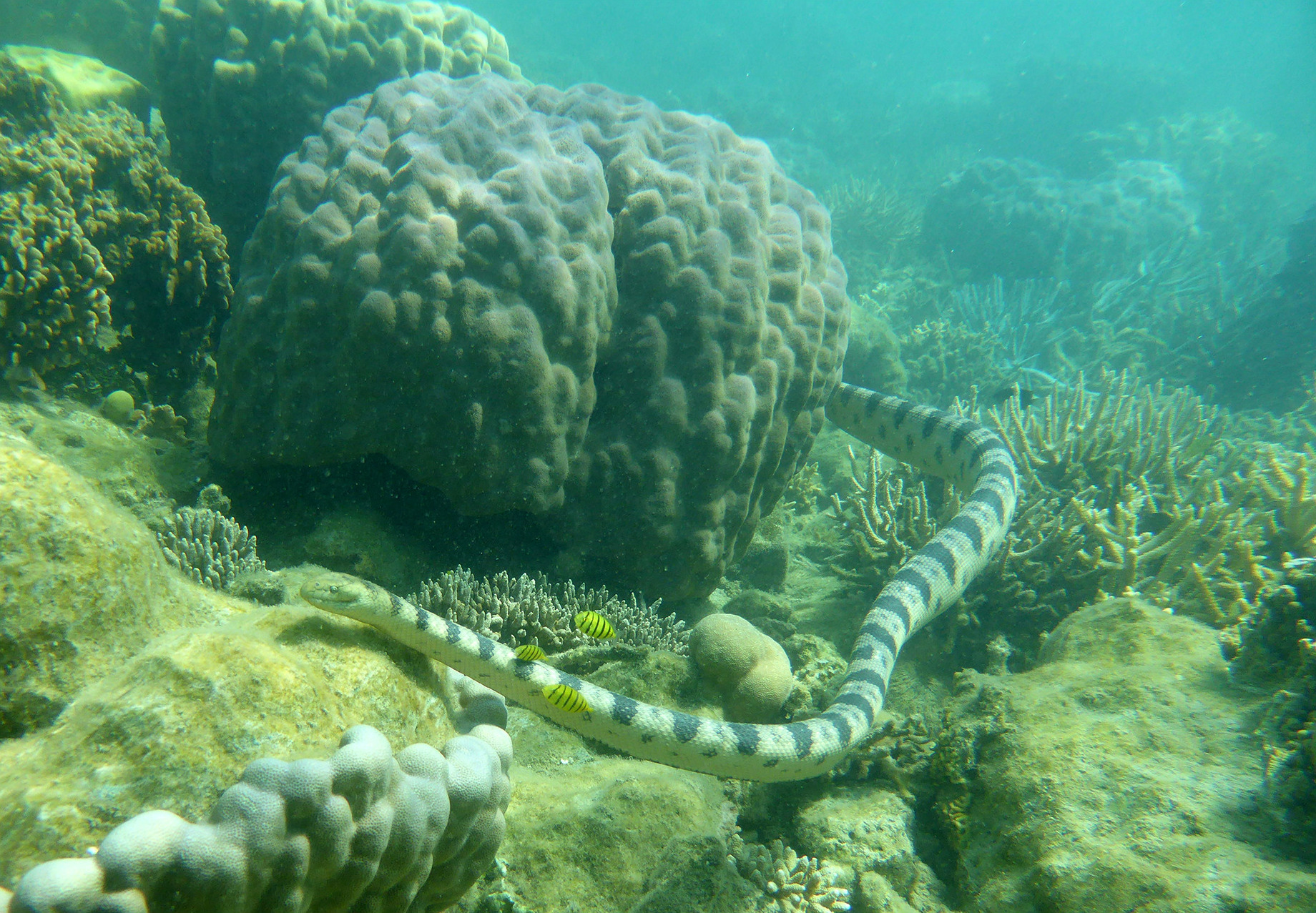
Hydrophis major im Habitat (Neukaledonien)

### Natürliche Feinde
Neben dem Menschen haben die Seeschlangen vor allem aufgrund ihres sehr wirksamen Giftes kaum wirkliche Fressfeinde. Es ist anzunehmen, dass sie gelegentlich von Haien oder Walen gefressen werden, Belege dafür fehlen allerdings weitgehend. Der Tigerhai soll gegen das Gift der Seeschlangen immun sein. Weiterhin wurden größere Adler, insbesondere Seeadler, beobachtet, die Seeschlangen aus dem Meer fischten, als diese zum Luftholen und zum Teil auch zum Aufwärmen an der Sonne an die Oberfläche kamen, und sie verspeisten.

## Schlangengift
Seeschlangen produzieren Toxine, die durch einen Giftapparat aktiv appliziert werden können. Die Toxine dienen der raschen Immobilisierung von Beutetieren sowie der Verteidigung. Angepasst an die Beute, häufig beispielsweise schnelle Fische, wirkt das Gift der meisten Seeschlangen stark und schnell.
Zur Verteidigung beißen die Tiere, außer in der Paarungszeit, nur sehr selten und fliehen stattdessen eher. Da bei Fischlaich-fressenden Arten wie Aipysurus eydouxii die toxikologischen Effekte im Vergleich zu nahe verwandten Arten nur gering ausgeprägt sind, liegt die Vermutung nahe, dass das Gift von Seeschlangen in erster Linie eine Anpassung an das jeweilige Beutespektrum ist und weniger der Verteidigung dient. Besonders in Südostasien werden die Tiere von den Küstenfischern gern gefangen, wobei diese sie ohne größere Schutzmaßnahmen mit den Händen hinter dem Kopf greifen. So kommt es trotz der Beißfaulheit der Tiere nicht selten zu tödlich verlaufenden Bissen, auch da in den kleinen Fischerdörfern nur selten Antivenine (Gegengifte) zur Verfügung stehen. So sind über 90 Prozent aller dokumentierten Seeschlangenbisse als Unfälle beim Fang der Tiere anzusehen. Die meisten Bissunfälle sind durch die Arten Hydrophis schistosus und Streifenruderschlange (Hydrophis cyanocinctus) bekannt.

### Giftapparat
Der Giftapparat besteht aus zu Giftdrüsen umgebildeten Speicheldrüsen, welche über einen Giftkanal mit im vorderen Oberkiefer befindlichen, nicht beweglichen Giftzähnen (Fangzähne, zumeist an Paar) verbunden sind (proteroglyphe Zahnstellung). Die Giftzähne weisen eine tiefe Furche als Leitbahn für das Gift auf und dienen der Applikation des Giftsekrets in die Bisswunde. Die Giftzähne der Seeschlangen sind kleiner als die der meisten terrestrischen Giftnattern. Gebiss und Giftdrüsen von Emydocephalus (Schildkrötenköpfige Seeschlangen) sind in Anpassung an die bevorzugte Beute (Fischlaich) stark zurückgebildet.

### Toxikologie
Seeschlangen produzieren in der Regel nur wenig Gift, die Ausbeute eines Giftbisses (Trockengewicht) beträgt beispielsweise bei Hydrophis schistosus 8 mg (Brown, 1973) und bei Aipysurus duboisii (Dubois’ Seeschlange) 0,43 mg (Minton, 1983). Das Toxingemisch der meisten Seeschlangen ist eine farblose bis gelbliche und zähe Flüssigkeit und enthält Neurotoxine und Myotoxine. Das Gift der meisten Arten zählt zu den stärksten bekannten Schlangengiften, Aipysurus duboisii gilt als giftigste Art der Seeschlangen. Häufig wird mit einem Verteidigungsbiss kein Gift oder nur eine klinisch nicht relevante Menge an Gift appliziert.
Nach einem Giftbiss beim Menschen treten die ersten Symptome innerhalb einer bis weniger Stunden auf. Es können unspezifische Allgemeinsymptome (z. B. Kopfschmerz, Übelkeit, Emesis, Abdominalschmerzen, Diarrhoe, Schwindel, Schock, Krämpfe) auftreten. Innerhalb von 30 Minuten bis mehrere Stunden nach erfolgtem Giftbiss treten durch die myotoxische Komponente hervorgerufen allgemeine Muskelschmerzen und -steifheit ein. Die neurotoxische Komponente bewirkt nach anfänglichen allgemein-neurologischen Symptomen (z. B. Parästhesien) und Ptosis eine fortschreitende Paralyse, die zur Unbeweglichkeit der Extremitäten führen kann. Der Tod kann durch eine periphere Atemlähmung eintreten. Bei 25 Prozent der Todesopfer tritt der Tod spätestens acht Stunden nach dem Biss, bei 50 Prozent innerhalb von acht bis 24 Stunden und bei den verbleibenden 25 Prozent nach bis zu drei Tagen ein. Die Betroffenen sind häufig bis zum Eintritt des Todes bei vollem Bewusstsein.
Die Neurotoxizität wird durch Polypeptide aus der Gruppe der Drei-Finger-Toxine (z. B. Erabutoxine) vermittelt. Während diese Toxinfamilie bei terrestrischen Elapiden neben neurotoxischen Wirkungen auch andere pharmakologische Effekte (beispielsweise Zytolyse oder Hemmung der Hämostase) bewirken, sind innerhalb der Hydrophiinae nur Fünf-Finger-Toxine bekannt, die hauptsächlich als Antagonisten mit nikotinischen Acetylcholinrezeptoren in Wechselwirkung treten und somit durch eine Hemmung der neuronalen Erregungsweiterleitung an der motorischen Endplatte die obig geschilderte neurotoxische Symptomatik hervorrufen.
Während die Neurotoxine nur akut lebensbedrohlich sind und ihre Wirkung auf die Einwirkzeit der Toxine am Wirkort (Nikotinrezeptoren der motorischen Endplatte) beschränkt ist, führen die Myotoxine über eine zum Teil massive Schädigung des Muskelgewebes (Rhabdomyolyse) und damit einhergehender Myoglobinurie zu einer sekundären Schädigung der Nieren bis hin zu akutem Nierenversagen und bleibende Schäden (Niereninsuffizienz unterschiedlicher Ausprägung, chronisches Nierenversagen) sind möglich. Zudem greifen die Myotoxine den Herzmuskel an. In diesem Sinne wirken sie gleichzeitig als Cardiotoxine und können zusammen mit einer durch den Gewebsuntergang hervorgerufenen Hyperkaliämie zu Funktionseinschränkungen des Herzens bis hin zum Herzstillstand führen.
Bemerkenswert ist eine stark ausgeprägte Kreuzreaktivität bezüglich der Interaktion zwischen den Antitoxinen des durch Immunisierung mit Toxinen von Hydrophis schistosus gewonnenen Antivenins und Toxinen zahlreicher anderer Seeschlangengattungen. Daraus folgt, dass das Antivenin nicht nur bei Hydrophis (Syn.: Enhydrina), sondern auch bei vielen anderen Gattungen der Seeschlangen als Gegengift eingesetzt werden kann. Bei den nahe verwandten terrestrischen Elapiden Australiens erweist sich die Kreuzreaktivität auf Antitoxine zwischen den Gattungen (z. B. Oxyuranus, Pseudechis, Pseudonaja) dagegen als relativ gering, was bei der Produktion polyvalenter Antivenine die Nutzung der Toxine verschiedener Gattungen erforderlich macht. Diese Kreuzreaktivität ist unter anderem Gegenstand evolutionsbiologischer Untersuchungen der Elapiden.
Bei allen Seeschlangenbissen wird als Erste Hilfe die sogenannte „Pressure/Immobilization Technique“ empfohlen. Außerdem muss die Möglichkeit der künstlichen Beatmung gewährleistet sein. Weitere Maßnahmen sind von den auftretenden Symptomen abhängig. Für die meisten Arten stehen gut wirksame polyvalente Antivenine zur Verfügung.

## Wirtschaftliche Bedeutung

### Seeschlangen als Fleischlieferanten
Die wirtschaftliche Nutzung der Seeschlangen ist für zwei unterschiedliche Zwecke relevant, zur Ernährung und zur Lederverarbeitung. Dabei dienen Seeschlangen vor allem in den küstennahen Gebieten der Philippinen, auf den Gesellschaftsinseln, in Südchina sowie in Japan als beliebte Fleischlieferanten. In Japan werden Seeschlangen aus den Philippinen importiert, da der Bedarf die Fangzahlen übersteigt.
Zubereitet werden die Tiere ähnlich wie Fische auf vielfältige Weise. Seeschlangenfleisch gilt als Aphrodisiakum und ist entsprechend beliebt. Besonders bei Japanern geschätzt ist die lebende Schlange, die direkt am Tisch getötet und roh mit Sojasauce verspeist wird. Auf den Philippinen sind gekochte, gebratene oder frittierte Seeschlangenteile allerdings beliebter.

### Seeschlangen als Lederlieferanten
Als Lederlieferanten spielen die Seeschlangen beinahe ausschließlich auf den Philippinen eine Rolle. Als meeresbewohnende Lebewesen unterliegen diese Tiere nicht dem Schutz des „Department of Environment and Natural Resources“ (DENR), die den Handel mit Wildtieren und ihren Produkten auf den Inseln reguliert und für alle Reptilien verbietet. Die Zuständigkeit für die Seeschlangen liegt im „Bureau of Fisheries and Aquatic Resources“ (BFAR) und ein Verbot zur Nutzung der marinen Ressourcen ist in einem Inselstaat wie den Philippinen mit einem sehr hohen Anteil an Menschen, die vom Fischfang leben, weder vorgesehen noch durchsetzbar. Des Weiteren treten die meisten Seeschlangen in ihren Verbreitungsgebieten in so großen Individuendichten auf, dass eine Gefährdung aktuell nicht zu erkennen ist.
Lohnend ist der Fang von Seeschlangen für die Lederindustrie nur dort, wo diese in großen Mengen auftreten, da der Lederpreis für diese Tiere im Verhältnis zu anderem Schlangenleder gering ist. Dies betrifft jedoch vorwiegend Vertreter der Laticaudine.
In jüngerer Zeit wurden verstärkt auch andere Seeschlangenarten für die Lederproduktion genutzt, vor allem verschiedene Hydrophis-Arten die vor allem aus der Visayan Sea stammen, beispielsweise die Großkopf-Ruderschlange (Hydrophis stokesii) und Hardwickes Seeschlange (Hydrophis hardwickii).

## Bestandsgefährdung
Der Fang von Seeschlangen als Nahrungsquelle spielt nur eine sehr untergeordnete Rolle und führt zu keiner Bedrohung der Bestände. Der Fang für die Lederproduktion kann eine Gefährdung von Populationen darstellen. Eine Gefährdung der rein marinen Arten durch die Lederindustrie ist jedoch nicht anzunehmen, da es hierbei keine gezielte Ausbeutung gibt, die Fangraten als Beifang von Fischkuttern sind dabei sicher das größere Problem. Nach Ward (1996) wurden allein von Garnelenschleppern aufgrund der engmaschigen Netze in den Gewässern Nordaustraliens im Jahr 1990 etwa 81.000 Seeschlangen gefangen und getötet. In den letzten 30 Jahren haben die Garnelenfischer hochgerechnet entsprechend mehrere Millionen Seeschlangen als Beifang getötet, hinzu kommen etliche Tausend Tiere aus den Netzen der Fischschlepper. Wie sich diese Fangzahlen auf die Artenbestände und -zusammensetzungen auswirken, ist bislang nicht geklärt.

## Systematik
Die Systematik und Phylogenetik der Elapidae ist nach wie vor Gegenstand der Forschung. Die Seeschlangen gehören nach aktuellen Erkenntnissen zu den Giftnattern (Elapidae) und werden als Unterfamilie Hydrophiinae innerhalb dieser eingruppiert. Ein Fossilbeleg für die Abstammung der Seeschlangen ist allerdings bislang nicht bekannt, einen Anhaltspunkt für die Zeit ihrer Entstehung liefern daher einstweilen nur die aus dem unteren Miozän Europas bekannten ersten Giftnatter-Fossilien.
Innerhalb der Seeschlangen werden traditionell die Echten Seeschlangen und die Plattschwanz-Seeschlangen (Gattung Laticauda) unterschieden. Anpassungen an die marine Lebensweise entwickelten sich jedoch bei Hydrophiinae und Laticauda-Arten unabhängig voneinander. Laticauda wird in einer eigenen Unterfamilie als Schwestertaxon den Hydrophiinae gegenübergestellt.
Die Hydrophiinae umfassen mit Informationsstand 2024 folgende Gattungen (die aufgeführten Arten stellen lediglich eine Auswahl dar):

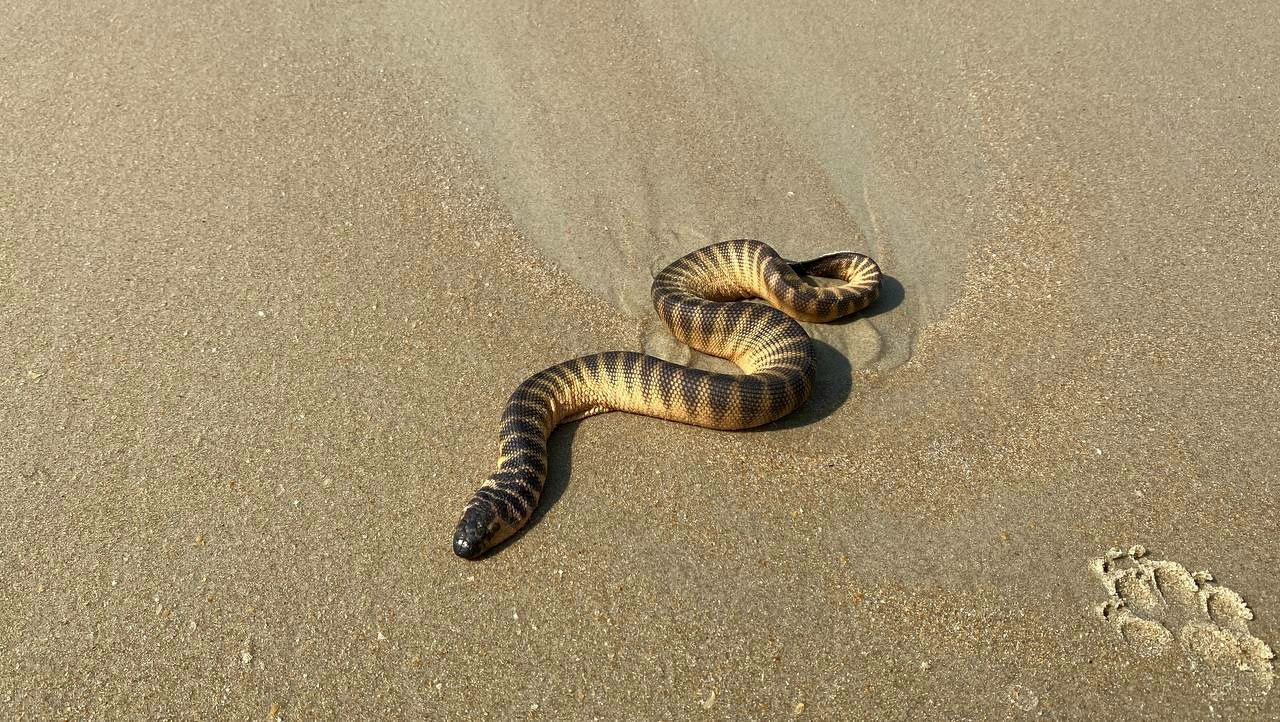
Kurschwanzseeschlange (Hydrophis curtus), Indien

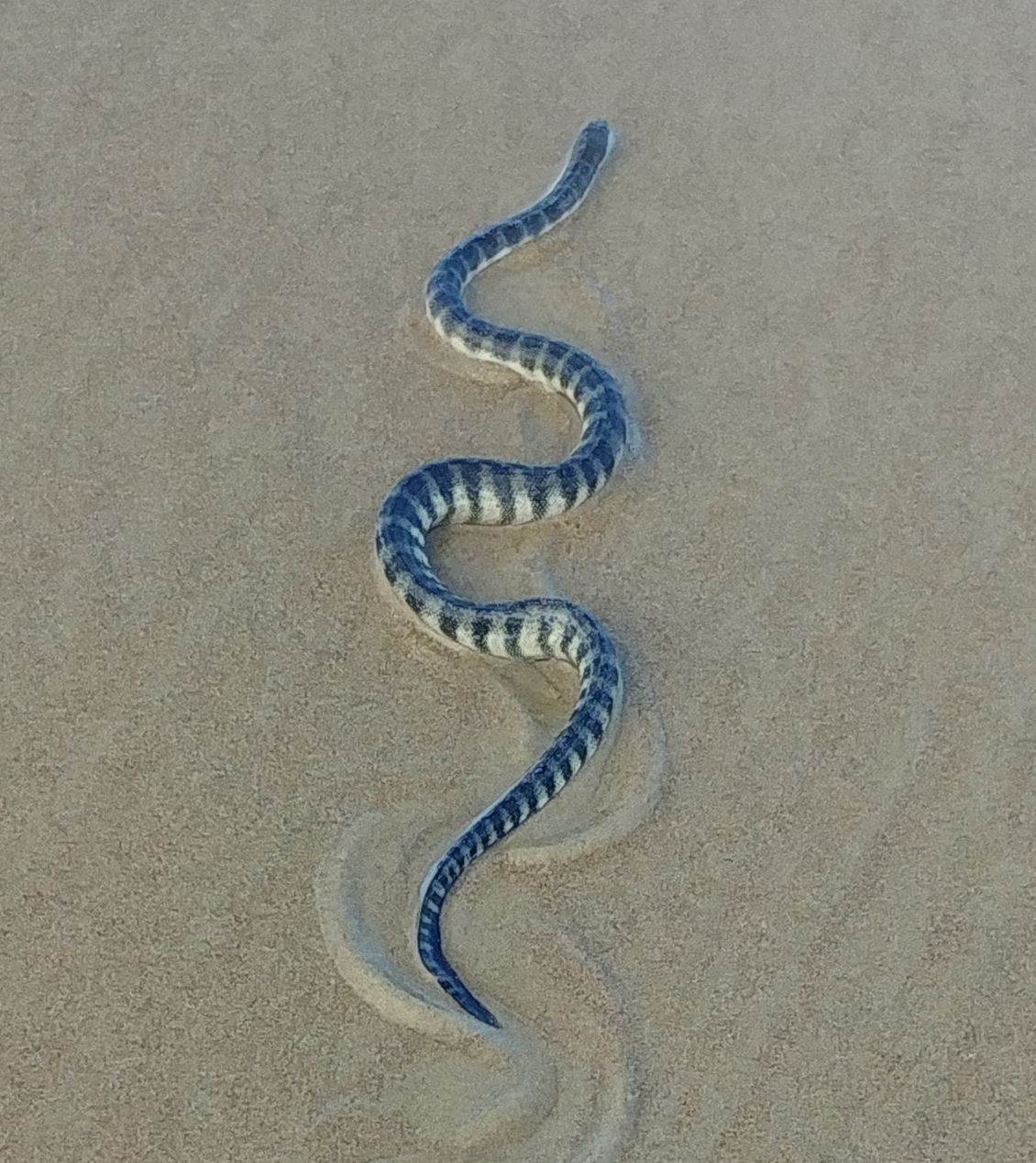
Schnabelseeschlange (Hydrophis schistosus), Indien

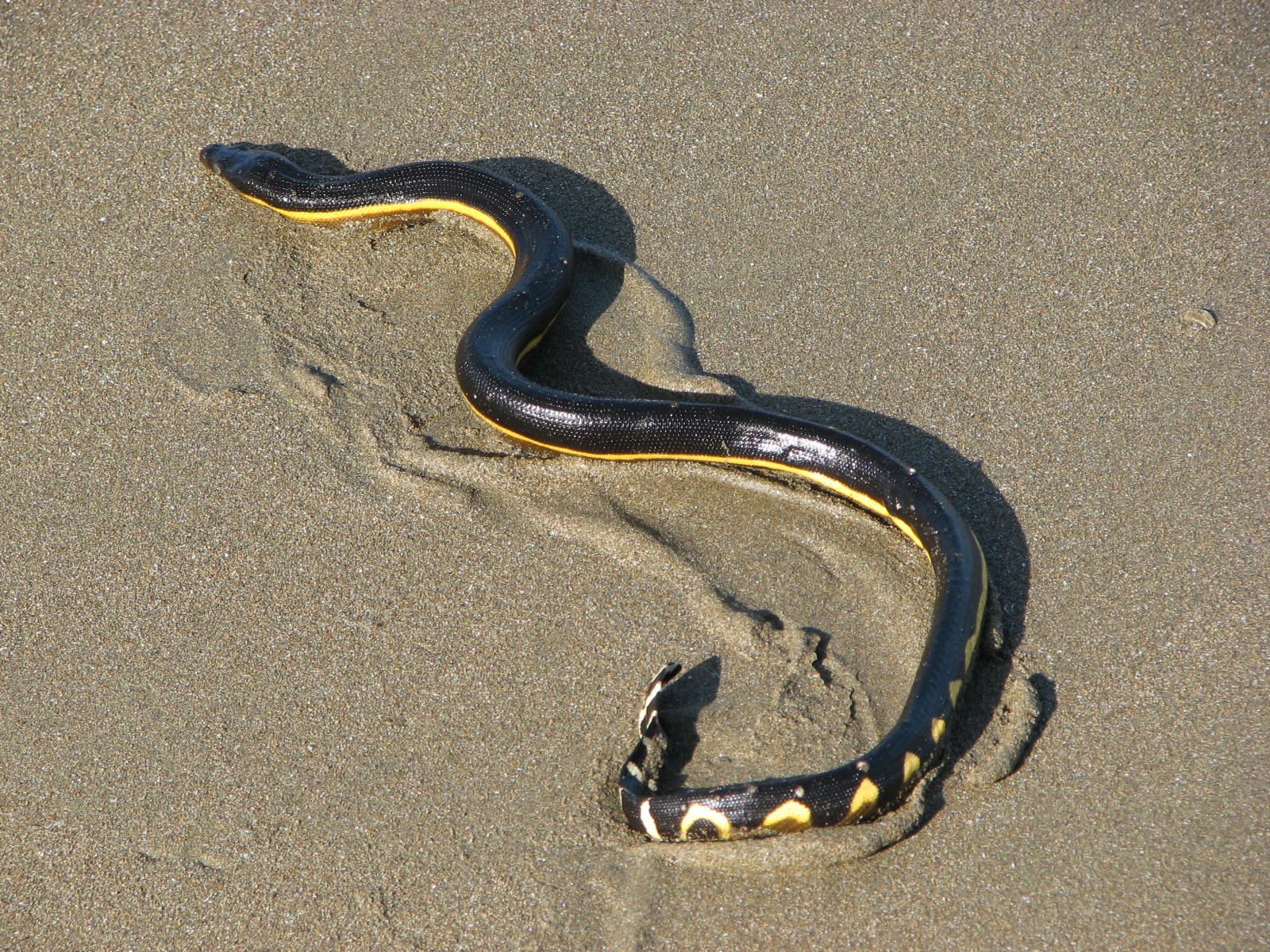
Plättchen-Seeschlange (Hydrophis platurus), Costa Rica

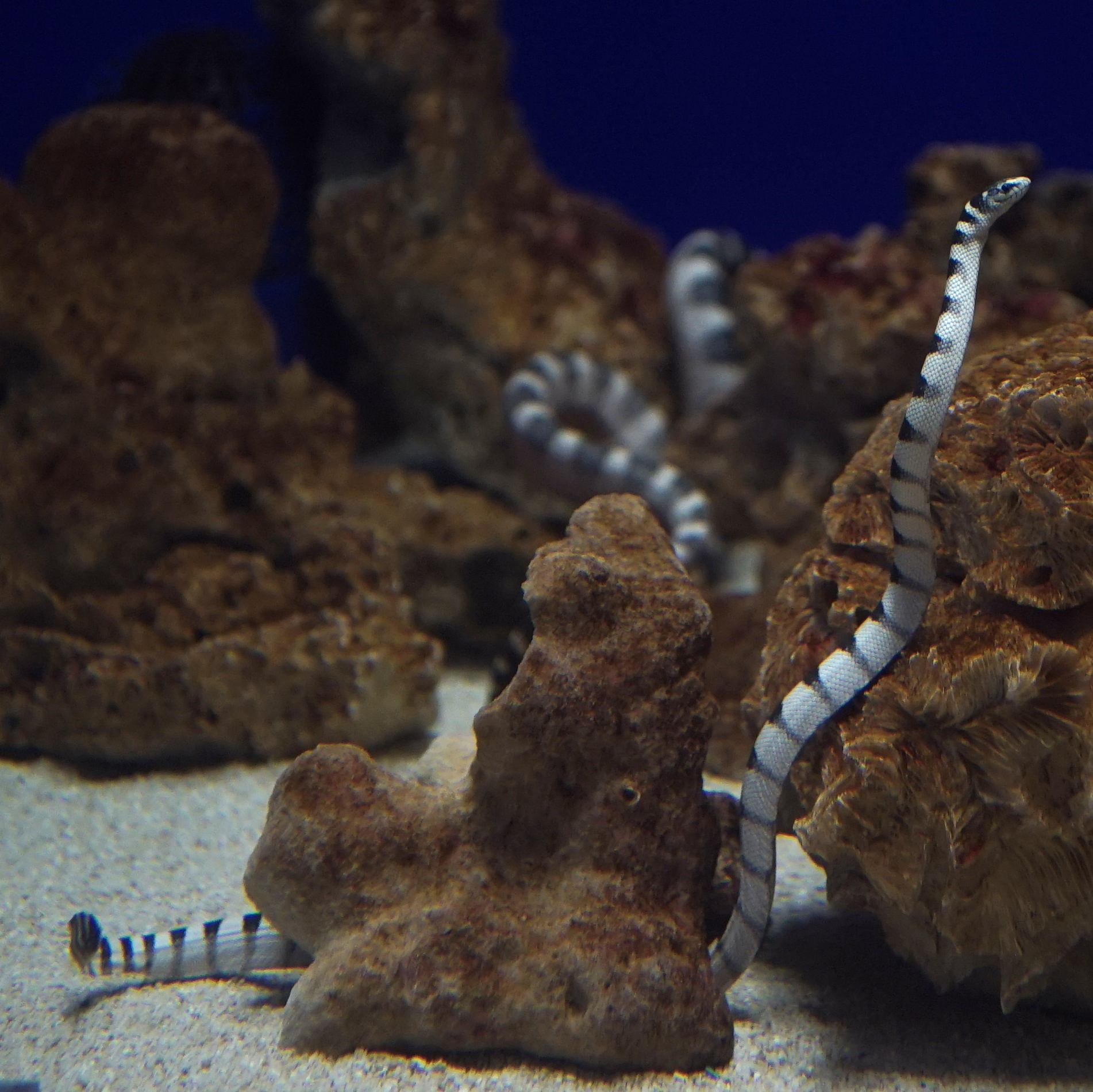
Hydrophis ornatus in Gefangenschaft

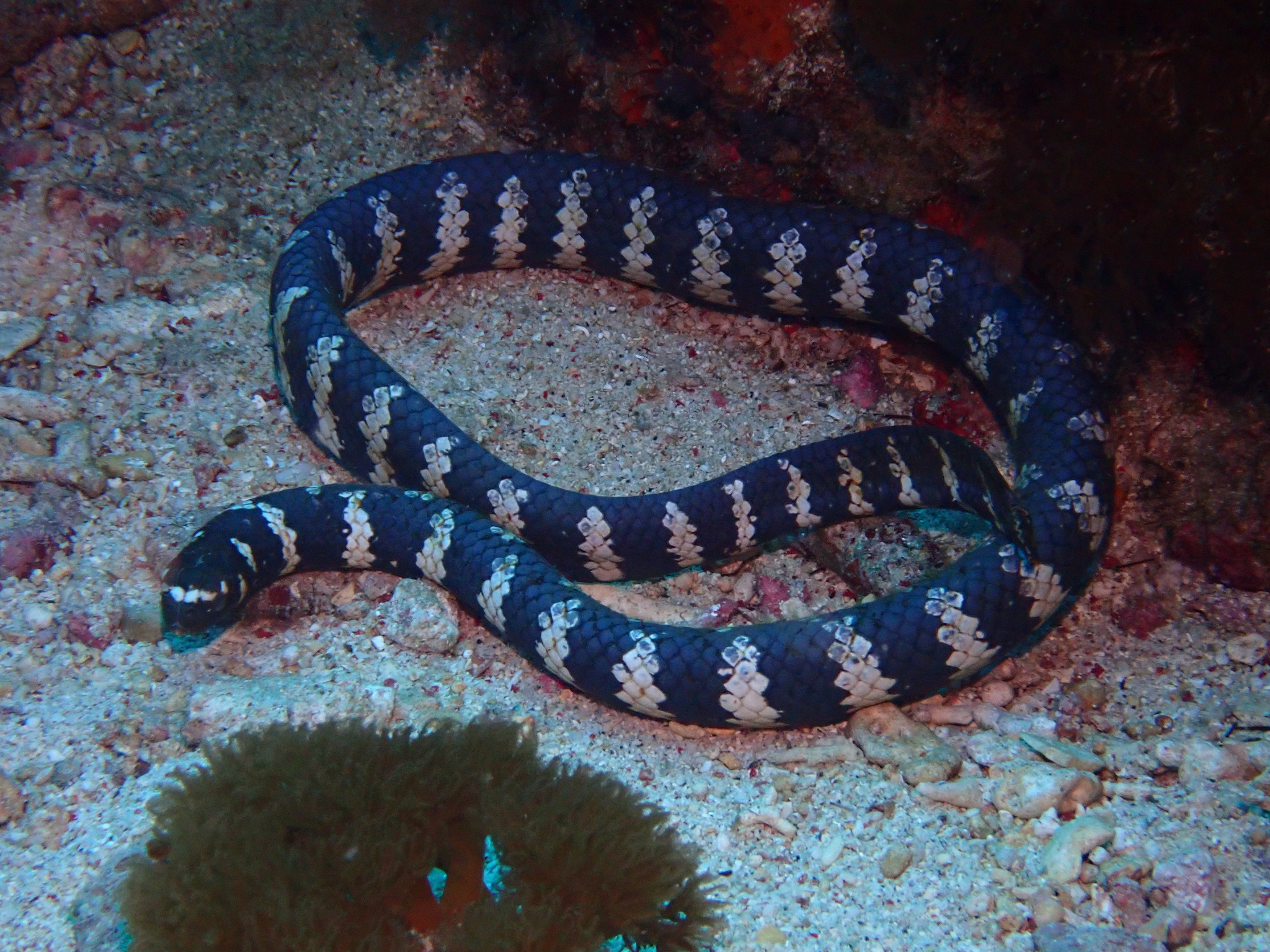
Japanische Schildkrötenkopf-Seeschlange (Emydocephalus ijimae)

Marine und semiaquatische Seeschlangen
- Aipysurus
  - Aipsyurus apraefrontalis
  - Dubois’ Seeschlange (Aipysuris duboisii)
  - Marmorierte Seeschlange (Aipsyurus eydouxii)
  - Aipsyurus foliosquama
  - Timor-Riffschlange (Aipysurus fuscus)
  - Olivgrüne Seeschlange (Aipysurus laevis)
  - Aipsyurus mosaicus
  - Aipsyurus tenuis
- Schildkrötenköpfige Seeschlangen (Emydocephalus)
  - Eierfressende Seeschlange (Emydocephalus annulatus)
  - Japanische Schildkrötenkopf-Seeschlange (Emydocephalus ijimae)
  - Emydocephalus orarius
- Ephalophis – monotypische Gattung: Greys Mangrovenseeschlange (Ephalophis greyae)
- Hydrelaps – monotypische Gattung: Darwins Mangrovenseeschlange (Hydrelaps darwiniensis)
- Ruderschlangen (Hydrophis)
  - Kurzschwanz-Seeschlange (Hydrophis curtus; Syn.: Lapemis curtus)
  - Streifenruderschlange (Hydrophis cyanocinctus)
  - Elegante Ruderschlange (Hydrophis elegans)
  - Hydrophis fasciatus
  - Hardwickes Seeschlange (Hydrophis hardwickii)
  - Hydrophis ornatus
  - Gehörnte Seeschlange (Hydrophis peronii; Syn.: Acalyptophis peroni)
  - Plättchenseeschlange (Hydrophis platurus)
  - Schnabelseeschlange (Hydrophis schistosus; Syn.: Enhydrina schistosa)
  - Lake Taal-Ruderschlange (Hydrophis semperi)
  - Sibau River-Seeschlange (Hydrophis sibauensis)
  - Gelbe Ruderschlange (Hydrophis spiralis)
  - Großkopf-Ruderschlange (Hydrophis stokesii; Syn.: Astrotia stokesii)
- Microcephalophis – monotypische Gattung: Kleinköpfige Ruderschlange (Microcephalophis gracilis; Syn.: Hydrophis gracilis)
- Parahydrophis – monotypische Gattung: Arafura-Mangrovenseeschlange (Parahydrophis mertoni; Syn.: Hydrophis mertoni)

Wichtige, inzwischen nicht mehr anerkannte Gattungen sind beispielsweise Acalyptophis, Astrotia, Enhydrina und Pelamis.
Terrestrische Hydrophiinae Australasiens
- Todesottern (Acanthophis)
- Antaioserpens
- Aspidomorphus
- Australische Kupferköpfe (Austrelaps)
- Brachyurophis
- Cacophis
- Cryptophis
- Demansia
- Denisonia
- Drysdalia
- Echiopsis
- Elapognathus
- Furina
- Hemiaspis
- Breitkopfottern (Hoplocephalus)
- Loveridgelaps
- Micropechis
- Narophis
- Neelaps
- Tigerottern (Notechis)
- Ogmodon
- Taipane (Oxyuranus)
- Parapistocalamus
- Paroplocephalus
- Schwarzottern (Pseudechis)
- Braunschlangen (Pseudonaja)
- Rhinoplocephalus
- Salomonelaps
- Simoselaps
- Suta
- Neuguinea-Waldottern (Toxicocalamus)
- Tropidechis
- Vermicella

## Rezeption

### Mythologie
Die Seeschlangen sind nicht mit den aus Sagen und dem Volksglauben bekannten mythologischen Seeschlange der Kryptozoologie identisch.

### Bildende Kunst
Die Serpent d’océan von Huang Yong Ping ist die Metallskulptur eines langen Seeschlangenskeletts in der Gezeitenzone von Saint-Brevin-les-Pins, Département Loire-Atlantique, Frankreich.

### Allgemein
- J. S. Keogh, R. Shine, S. Donnellan: Phylogenetic Relationships of Terrestrial Australo-Papuan Elapid Snakes (Subfamily Hydrophiinae) Based on Cytochrome b and 16S rRNA Sequences. In: Molecular phylogenetics and evolution. Elsevier, San Diego Cal 10.1998, 1, 67–81. ISSN 1055-7903
- S. B. McDowell: Notes on the Australian sea-snake Ephalophis greyi M. Smith (Serpentes: Elapidae: Hydrophiinae) and the origin and classification of sea-snakes. In: The journal of the Linnean Society of London. London 48.1969, 333–349. ISSN 0368-2935
- S. B. McDowell: The genera of sea-snakes of the Hydrophis group (Serpentes: Elapidae). In: Transactions of the Zoological Society of London. London 32.1972, 189–247. ISSN 0084-5620
- A. R. Rasmussen: Systematics of sea snakes; a critical review. In: R.S. Thorpe, W. Wüster, A. Malhotra (Hrsg.): Venomous snakes – ecology, evolution and snakebite. In: Symposia of the Zoological Society of London. Clarendon Press, London 70.1997, 15–30. ISSN 0084-5612
- M. A. Smith: Monograph of the sea snakes (Hydrophiidae). British Museum of Natural History. London 1926. Wheldon & Wesley, Weinheim 1964 (Repr.).
- H. K. Voris: A phylogeny of the sea snakes (Hydrophiidae). In: Fieldiana. Zoology. Museum, Chicago Ill 70. 1977, 79–169. ISSN 0015-0754
- Schwerpunkt Seeschlangen. In: Reptilia. Terraristik-Fachmagazin. Natur- u. Tier-Verl., Münster 14.1998,12. ISSN 1431-8997, dar.:
  - M. Gaulke: Fotoreportage Seeschlangen.
  - H. K. Voris, H. H. Voris: Pendler zwischen den tropischen Gezeiten. Das Leben der Seekobra „Laticauda colubrina“.
  - M. Gaulke: Seeschlangen als Handelsware.

### Wirtschaft
- P. T. Bacolod: Notes on sea snake fishery on Gato Islet, Philippines and a proposal for a conservation and management program. In: The Philippine scientist. University of San Carlos, Cebu City 21.1984, 155–163. ISSN 0079-1466
- P. T. Bacolod: The biology of some commercially important species of sea snakes (Hydrophiidae) in th Visaya Seas. In: The Philippine scientist. University of San Carlos, Cebu City 27.1990, 61–88. ISSN 0079-1466
- Albert W. C. T. Herre, D. S. Rabor: Notes on Philippine Sea Snakes of the Genus „Laticauda“. In: Copeia. A journal of cold blooded vertebrates. Washington DC 1949, 182–284. ISSN 0045-8511
- T. M. Ward: Sea snakes by-catch of prawn trawlers on the northern Australian continental shelf. In: Marine and Freshwater Research. CSIRO, Melbourne 1996, Nr. 47, S. 631–635. ISSN 0067-1940
- T. J. Wassenberg, J. P. Salini, H. Heatwole, J. D. Kerr: Incidental capture of sea snakes (Hydrophiidae) by prawn trawlers in the Gulf of Carpentaria. In: Australian journal of marine and freshwater research. CSIRO, Melbourne 45.1994, 429–443. ISSN 0045-8511